# Painkiller (serie de televisión)
Painkiller (en español: Medicina letal) es una serie limitada de drama estadounidense de 2022 realizada para Netflix y creada por Micah Fitzerman-Blue y Noah Harpster. La serie de seis episodios, que se basa en el artículo del The New Yorker de Patrick Radden Keefe "La familia que construyó un imperio del dolor" y Pain Killer: un imperio del engaño y el origen de la epidemia de opioides de Estados Unidos de Barry Meier, se centrará sobre el nacimiento de la crisis de opioides en los Estados Unidos con énfasis en Purdue Pharma, el fabricante de OxyContin.
Painkiller se estrenó en Netflix el 10 de agosto de 2023.

## Reparto y personajes
- Uzo Aduba como Edie.[5]
- Matthew Broderick como Richard Sackler.[6]
- Sam Anderson como Raymond Sackler.
- Taylor Kitsch como Glen Kryger.
- Carolina Bartczak como Lily Kryger.
- Tyler Ritter como John Brownlee.
- John Ales como Dr. Gregory Fitzgibbons / Gregory Fitzgibbons.
- Ron Lea como Bill Havens.
- Ana Cruz Kayne como Brianna Ortiz.
- West Duchovny como Shannon Schaeffer.
- Jack Mulhern como Tyler Kryger.

## Producción
La producción comenzó en Toronto en abril de 2021 y finalizó en noviembre de 2021. La serie fue dirigida por Peter Berg y diseñada por la diseñadora de producción Melanie Paizis-Jones.

## Tripulación
- Director: Peter Berg.

## Equipo del Departamento de Arte
- Diseño de producción: Melanie Paizis-Jones
- Director de arte: Zak Faust
- Escenógrafo: George Partridge
- Escenografía: Natalie Yeung
- ADC: Yvonne Kwack